# Вектор (біологія)

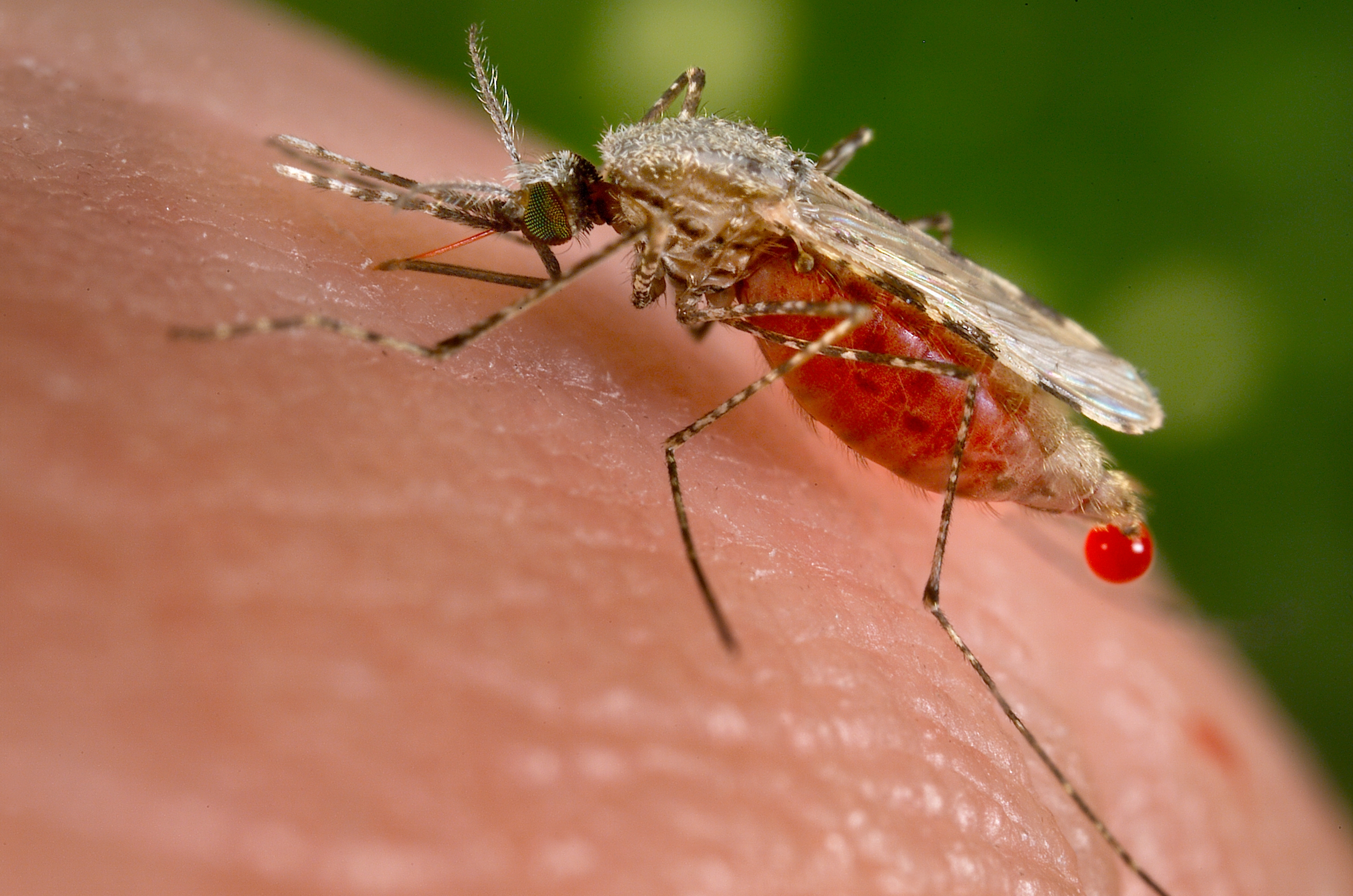
Комар роду Anopheles — вектор для малярії.

Вектор — організм, клітина, вірус, плазміда або інший біологічний об'єкт, що несе потенційно активний елемент, який не проявляє активності під час перебуванні у фазі вектора, але може розмножуватися разом із вектором. Залежно від галузі, термін може мати більш специфічне значення: У епідеміології вектор — організм, що сам не спричинює хворобу, але поширює інфекційну хворобу, передаючи патоген від одного хазяїна до іншого. Класичний приклад — малярійний комар, що служить вектором для малярії, передаючи збудника малярії — плазмодія до людини. У цьому випадку плазмодій безпечний для москіта (він є проміжним хазяїном), але спричинює малярію у людини (вона є остаточним хазяїном). Часто вектор називають переносником хвороби.
У молекулярній біології і генній інженерії вектор — транспортний засіб для передачі генетичного матеріалу у клітину. Вірусний вектор — вірус, який був змінений для трансдукції специфічного генетичного матеріалу у клітину, наприклад для генетичної терапії. Плазмідний вектор також може використовуватися для доставлення штучного фрагменту рекомбінантної ДНК у складі плазміди до клітини, для чого застосовують різні методи трансфекції.